# 角行
角行（かくぎょう）は、将棋の駒の種類の一つ。本将棋・小将棋・中将棋・大将棋・天竺大将棋・大大将棋・摩訶大大将棋・泰将棋・大局将棋に存在する。チェスのビショップと同様の動きをする駒である。英語でもBishopと訳され、略称はB。

## 概要
鎌倉期に大将棋において考案された駒で、角行が成ると（一部の古将棋を除き）竜馬となる。本将棋では飛車と並ぶ広い利きを持つ大駒であり、攻撃・防御の両面で力を発揮する。相手の攻め駒を押さえ込むのも得意であるが、詰めにはやや不便な駒とされている。馬になるとさらに利きが広がり、自陣でも大活躍できるようになる。それだけ個性的な駒であるため、角に対する格言は多い。
主なものとして以下の格言がある。
遠見の角に好手あり
遠見とは離して打つことで、そういう角の打ち方や動かし方に好手が多いという格言。同時に飛車と比較して、相手の筋を見落としやすいという特徴も表している。
序盤は飛車より角
序盤は飛車を動かすより、角行を操る方が戦局を優位に進められやすいということ。
角筋受けにくし
飛車筋は歩を打つなどして簡単に止められる一方、角筋は相手の意表をつくことがあるなどして、止めにくいという格言。
角の頭は丸い
角行は正面が弱点であり、相手に攻められやすいので注意せよということ。「桂の高跳び歩の餌食」に類似。
角交換に5筋を突くな
角換わりの将棋では、5筋の歩を突くと自陣に隙が生じやすいので、突かないほうが良いという格言。相手が角交換型の振り飛車のときも、居飛車側は同じことが言える。
5五の角は天王山
天王山とは盤面中央に当たる5五の地点にある駒のこと。盤面の中央付近に打った角は、利きが多く攻防手になりやすい。
龍は敵陣に馬は自陣に
馬は自陣に置いた方が守りの力を発揮するという意味のほか、敵陣からも自陣の守りに利くようにするのが良いという意味も持っている。
チェスのビショップが何手かけてもチェスボードの半分（白マスのビショップは白マスだけに、黒マスのビショップは黒マスだけに）しか動けないのと同様、将棋の角は初期配置からは生の状態では「アラビア数字 ＋ 漢数字 ＝ 偶数」の位置にしか動けない。これに対して「アラビア数字 ＋ 漢数字 ＝ 奇数」の位置に打たれた角を筋違い角と呼ぶ。ただし将棋の角は成って馬になることで筋違いの場所に移動できるようなることがチェスのビショップと異なる点である。
成駒である竜馬の動きは角行の完全上位互換なので、成れる場合は通常成りが選択される。しかし、極めて稀に打ち歩詰め回避等のために不成が戦略上有効になるケースもあり、詰将棋ではしばしば出現するほか、プロの公式戦の実戦において角不成が発生したケースも少数存在する。詳細は成駒及び打ち歩詰めを参照。
本将棋では、金将と比較した場合、動けるマス目の数は金将の最大6マスに対し、角行は最大16マスと、これだけを見ると圧倒的に多く、常識的な価値判断でも角行の方が高いとされる。しかし、金将は接近戦に強く、頭金など詰めにも役立ちやすく、手数をかければどの地点にも移動できるのに対し、角行は竜馬に成らない限り、何手かけても筋違いのマス目に移動できず、接近戦や詰めには不便な駒とされており、動ける方向の数も角行の方が少ない。このような特徴の違いから、コンピュータ将棋による研究などもあって、角行と金将の価値はほぼ同じではないかという説もある。
実際の駒に書かれる駒字としての「角行」の「角」は、中央の縦画が下に突き出た俗字「⻆」が使われることが多く、「角」に正字が使われている書体は長録など一部に限られる。

## 本将棋

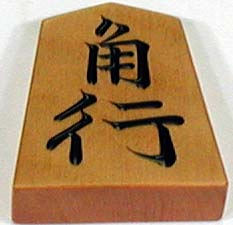
駒の表面

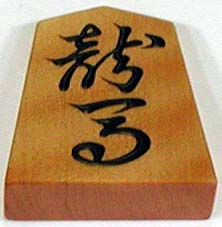
駒の裏面（龍馬）

角と略す。成駒の龍馬は飛車の成駒の竜王と区別するため馬と略す。
俗に、斜め後ろに動ける共通点から、角行と銀将を総称して「斜め駒」と呼ばれる。
| ＼ |    |    |    | ／ |
|    | ＼ |    | ／ |    |
|    |    | 角 |    |    |
|    | ／ |    | ＼ |    |
| ／ |    |    |    | ＼ |

| ＼ |    |    |    | ／ |
|    | ＼ | ○  | ／ |    |
|    | ○  | 馬 | ○  |    |
|    | ／ | ○  | ＼ |    |
| ／ |    |    |    | ＼ |

## 小将棋・中将棋・大将棋・天竺大将棋・大局将棋
中将棋では角と略す。猛豹の成駒。成ると龍馬。猛豹の成駒としての角行は小角（ちょろかく）とも呼ばれる。
| ＼ |    |       |    | ／ |
|    | ＼ |       | ／ |    |
|    |    | 角 行 |    |    |
|    | ／ |       | ＼ |    |
| ／ |    |       |    | ＼ |

| ＼ |    |       |    | ／ |
|    | ＼ | ○     | ／ |    |
|    | ○  | 龍 馬 | ○  |    |
|    | ／ | ○     | ＼ |    |
| ／ |    |       |    | ＼ |

本将棋では大駒と言われるほど強力な駒となっているのと異なり、中将棋や大将棋の時点で生駒の竜馬や奔王、獅子などといった更に強力な駒が初期配置から存在し、生駒の竜馬も角鷹に成ることができるため、中将棋や大将棋では角行は相対的に本将棋ほど価値は高くない。ましてや大将棋に登場するより更に強力な駒がある天竺大将棋や大局将棋では言うまでもない。
中将棋では、生駒の角行は、序盤では盤の中央付近に歩み出た獅子の足となるのに便利な駒となる。
猛豹の成駒としての角行（小角）は、更に成ることもできないため、チェスのビショップと同様、何手かけても筋違いの場所に到達できず、盤の半分（厳密には大将棋の盤は奇数マスなので半分からはずれるが）のマス目にしか移動することができない。

## 大大将棋
成ることはできない。
| 元の駒             | 動き | 動き                                           | 成駒 | 動き | 動き |
| ------------------ | --- | ---------------------------------------------- | ---- | ---- | ---- |
| 角行（かくぎょう） | \| ＼ \| \| \| \| ／ \| \| \| ＼ \| \| ／ \| \| \| \| \| 角 行 \| \| \| \| \| ／ \| \| ＼ \| \| \| ／ \| \| \| \| ＼ \| | 斜めに何マスでも動ける。飛び越えては行けない。 | -    | -    | -    |
| ＼                 | |                                                |      | ／   |      |
|                    | ＼ |                                                | ／   |      |      |
|                    | | 角 行                                          |      |      |      |
|                    | ／ |                                                | ＼   |      |      |
| ／                 | |                                                |      | ＼   |      |

## 摩訶大大将棋・泰将棋
平安大将棋の飛龍と同じ性質の駒である。成ると金将になるのも同じである。
| ＼ |    |       |    | ／ |
|    | ＼ |       | ／ |    |
|    |    | 角 行 |    |    |
|    | ／ |       | ＼ |    |
| ／ |    |       |    | ＼ |

|  |   |       |   |  |
|  | ○ | ○     | ○ |  |
|  | ○ | 金 将 | ○ |  |
|  |   | ○     |   |  |
|  |   |       |   |  |